# وريد مخي غائر
تستنزف الأوردة الدماغية الغائرة (الأوردة المخيخية العميقة) الأجزاء العميقة من نصفيّ الكرة المخية وعددها اثنان؛ يتشكل كُل وريد مخي داخلي بالقرب من الثقب بين البطينين من خلال اتحاد الوريد المخططي العلويوالوريد المشيموي العلوي.

## روابط خارجية
- رسم تخطيطي في radnet.ucla.edu
- http://neuroangio.org/venous-brain-anatomy/deep-venous-system/

1. ↑  نموذج تأسيسي في التشريح، QID:Q1406710